# Merlucciinae
Sous-famille
Les Merlucciinae sont une sous-famille de poissons de la famille des Merlucciidae.

## Liste des genres
Selon World Register of Marine Species (1er novembre 2022) :
- Lyconodes Gilchrist, 1922
- Lyconus Günther, 1887
- Macruronus Günther, 1873
- Merluccius Rafinesque, 1810